# Rogeria merenbergiana
Rogeria merenbergiana (лат.) — вид муравьёв рода Rogeria из подсемейства мирмицины (Myrmicinae, Solenopsidini). Неотропика.

## Распространение
Встречаются в Южной Америке: Колумбия и Эквадор.

## Описание
Мелкие земляные муравьи желтовато-коричневого цвета. Длина тела около 3 мм. Отличается от близких видов следующими признаками: метанотум сильно прерывает контур профиля мезосомы, бока головы морщинистые или морщинисто-сетчатые. Рабочие мономорфные. Заднегрудка с острыми проподеальными шипиками. Усики длинные, у самок и рабочих 12-члениковые, булава 3-члениковая (апикальный членик длинный, равен по длине двум предшествующим сегментам булавы). Жвалы рабочих с 6—7 зубцами. Нижнечелюстные щупики 3-члениковые, нижнегубные щупики состоят из 2 сегментов. Усиковые бороздки отсутствуют. Клипеус двукилевидный. Глаза мелкие (около 10 фасеток), расположены в переднебоковой части головы. Голова шире в задней части; затылочные края округлые. Грудь сверху ровная, без швов. Антеровентральные края пронотума угловатые или с зубчиками. Метанотальная бороздка отсутствует. Голени средних и задних ног без апикальных шпор. Стебелёк между грудкой и брюшком состоит из двух сегментов (петиоль + постпетиоль). Петиоль с развитым стебельком и узелком. Куколки голые (без кокона). Жало развито.

## Биология
Биология этих редких и скрытных муравьёв остаётся малоисследованной, имеются лишь отрывочные сведение об экологических особенностях мест обитания. Rogeria merenbergiana встречаются на высотах от 1300 до 2300 м в горах Колумбии и Эквадора (Анды). Муравьи были собраны из подстилочного слоя во влажном широколиственном лесу и бамбуково-моховом лесу. Гнездо было найдено в гнилом бревне на пастбище.

## Классификация и этимология
Вид был впервые описан в 1994 году американским мирмекологом Charles Kugler (Radford University, Радфорд, Виргиния, США). Включён в состав видовой группы creightoni species group. Этот вид назван в честь Гюнтера Буха (Gunther Buch) и его семьи, которые героически сохранили часть своей фермы, Finca Merenberg, как природный заповедник и разрешили собирать этих и других муравьев.